# 川原澄人
川原 澄人（かわはら すみと、1977年7月27日 - ）は、日本の元俳優。経営者。
俳優時代はリベルタに所属していた。血液型はA型。身長177cm、体重65kg。佐賀県佐賀市出身。城南中学校、佐賀東高校卒業。特技は野球。
2012年にはNBCラジオにて、2013年にはえびすFMにてパーソナリティをつとめた。
その後、令和元年よりほけんの未来☆佐賀代表取締役社長を務める。

## 主な出演作品

### テレビドラマ
- 世にも奇妙な物語「断定男」（2000年、フジテレビ）
- 天国に一番近い男2（2001年、TBS） - 清水洋太 役
- 外科医さやかの執刀事件簿（2003年、TBS）
- 連鎖怪談 エピソード2「再生」（2005年、KBS）

### 映画
- 東京★ざんすっ「ランニング・フリー」（2001年、東映、監督：陣内孝則） - アキラ 役
- YOSHIMOTO DIRECTOR'S 100 〜100人が映画撮りました〜「女優 美沙」（2007年、吉本興業、監督：ハリセンボン）

### 舞台
- 劇団ガッツ 作・演出：押見泰憲（犬の心）
- なす我儘 作・演出：なすび
- 劇団ペテカン 作・演出：本田誠人（彼のことを知る旅に出る）

### VP
- かんぽ生命 社員教育用

### CM
- キリン 本格辛口麦　インフォマーシャル』
- NTTドコモ  ひとりと、ひとつ。walk with you「ドコモのオマケ」

### 声の出演
- ラウンドワン 松山店（TV-CM）
- SonyMusic 9nine ニューシングル Cross Over（TV-CM）
- Oshmans（R-CM）